# Frédéric Moyersoen
Pour les articles homonymes, voir Moyersoen.
Frédéric Moyersoen est un auteur belge de jeux de société.

## Ludographie

### Seul auteur
- Gouda ! Gouda !, 2002, Jeux Descartes
- La Courte Paille !, 2003, Darwin Project
- Saboteur, 2004, Amigo / Gigamic, Prix du public du jeu de Saint-Herblain  2005
- Dynamit Joe, 2004, Tilsit
- Le Safari de Luigi ou Lari Safari, 2005, Haba
- Brillance, 2006, Oriflam
- Bacchus' Banquet, 2008, Mayfair Games
- Porto Seguro, 2008, ACW
- Monkey Mayhem, 2009, IQ Ideas
- Nicht zu fassen, 2009, Zoch Spiele, nomination Kinderspiel des Jahres en Allemagne, Spiele Hit en Autriche / Cache Moutons, Gigamic, As d'or - Jeu de l'année Enfant
- Nuns on the run, 2010, Mayfair Games

### Coauteur
- Batt'l Kha'os, 2009, Z-Man Games, avec Éric Hanuise[1]